# Universiteit van Göteborg
De Universiteit van Göteborg (Zweeds: Göteborgs universitet) is de grootste universiteit van Scandinavië en ligt in Göteborg, de op een na grootste stad van Zweden. De universiteit heeft meer dan 38.100
studenten en 5905 personeelsleden (50% vrouwen), waarvan 490 hoogleraren, verdeeld over acht faculteiten.
De universiteit werd in 1891 gesticht als Göteborgs högskola (hogeschool van Göteborg). De naam universiteit kwam pas in 1954, toen de hogeschool en de hogeschool voor geneeskunde werden samengevoegd.
In 1967 opende de universiteit een filiaal in de 250 kilometer richting noordnoordoosten gelegen stad Karlstad. Deze Hogeschool van Karlstad kreeg in dat jaar een eigen, Karlstadse Studenten Sportvereniging. Om de band met de Göteborgse studenten sportvereniging aan te halen werd een estafetteloop met feest bedacht: de Solastafette. Deze van 1968 tot en met 1998 gehouden wedstrijd stond model voor de Batavierenrace.

## Bekende alumni
- Arvid Carlsson - Zweeds Nobelprijswinnaar
- Jan Eliasson - Zweeds diplomaat
- Sture Allén - Zweeds professor
- Erik Lönnroth - Zweeds geschiedkundige, tevens hoogleraar aan deze universiteit

Bayreuth · 
Cantabria · 
Canterbury · 
Catania · 
Cluj-Napoca · 
Cyprus · 
Eindhoven · 
Gent · 
Giessen · 
Göteborg · 
Grenoble · 
Las Palmas de Gran Canaria · 
Le Havre · 
León · 
Luik · 
Malmö · 
Malta · 
Minho ·
Patras · 
Porto · 
Poznań · 
Rome (Sapienza) · 
Rouen · 
Tarragona · 
Triëst · 
Trondheim · 
Valencia · 
Valladolid